# Aulo Cornelio Palma Frontoniano
Aulo Cornelio Palma Frontoniano (Roma, 66 circa – Terracina, 118) è stato un console romano durante l'età imperiale.
Fu eletto console due volte, nel 99 insieme a Quinto Sosio Senecione e nel 109 d.C. insieme a Publio Calvisio Tullo Ruso al tempo dell'Imperatore Traiano. In aggiunta fu governatore della Spagna Tarraconese nel 101 e della Siria dopo il 104.  Dopo una lunga campagna sconfisse i Nabatei e per questo fu nominato governatore d'Arabia nel 106, dove godette di una forte popolarità, ma fu messo a morte dall'imperatore Adriano nel 118 a Terracina, perché coinvolto in un complotto contro il princeps o forse perché temeva potesse aspirare al trono.